# ملعقة

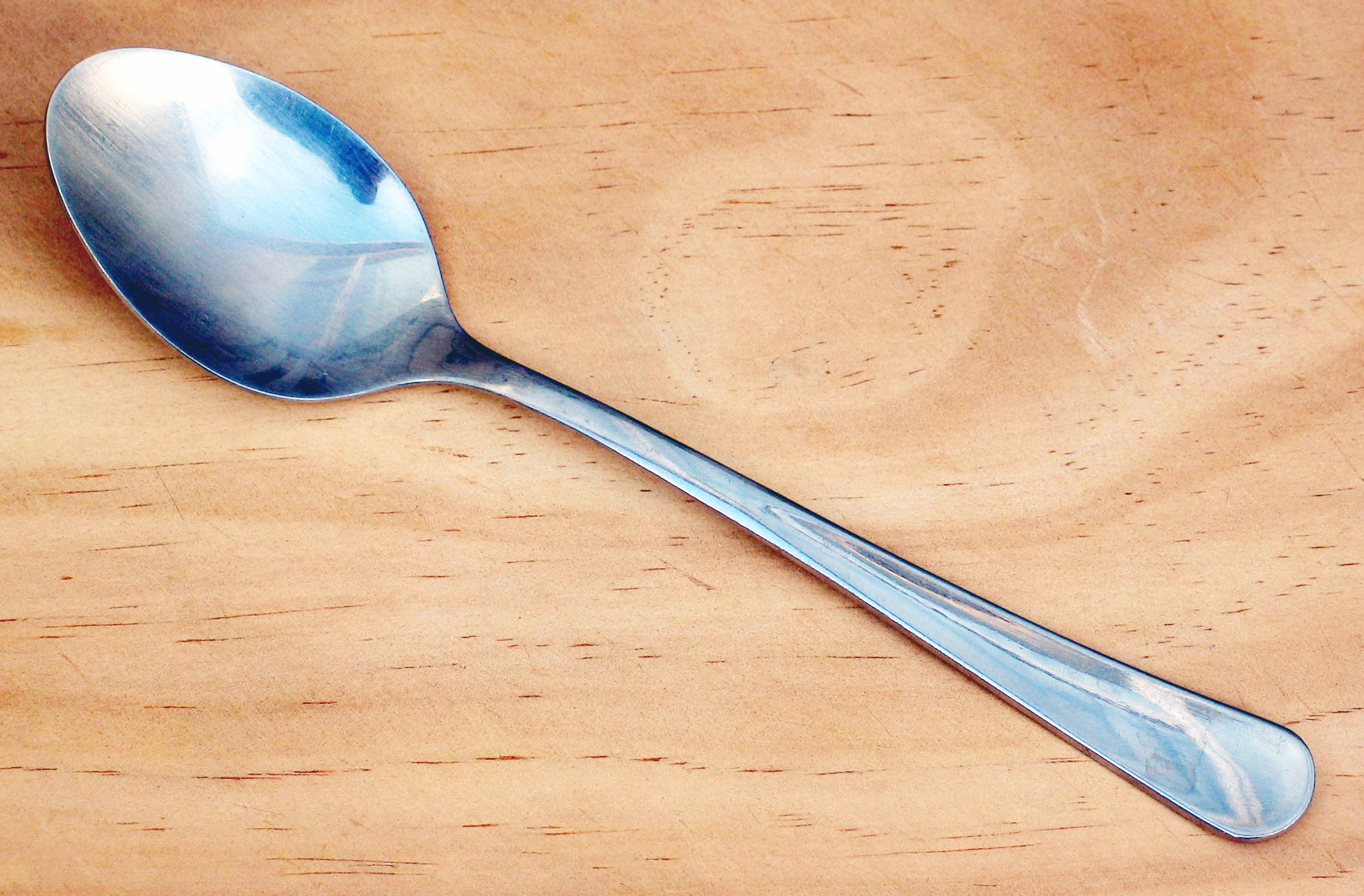
ملعقة طعام

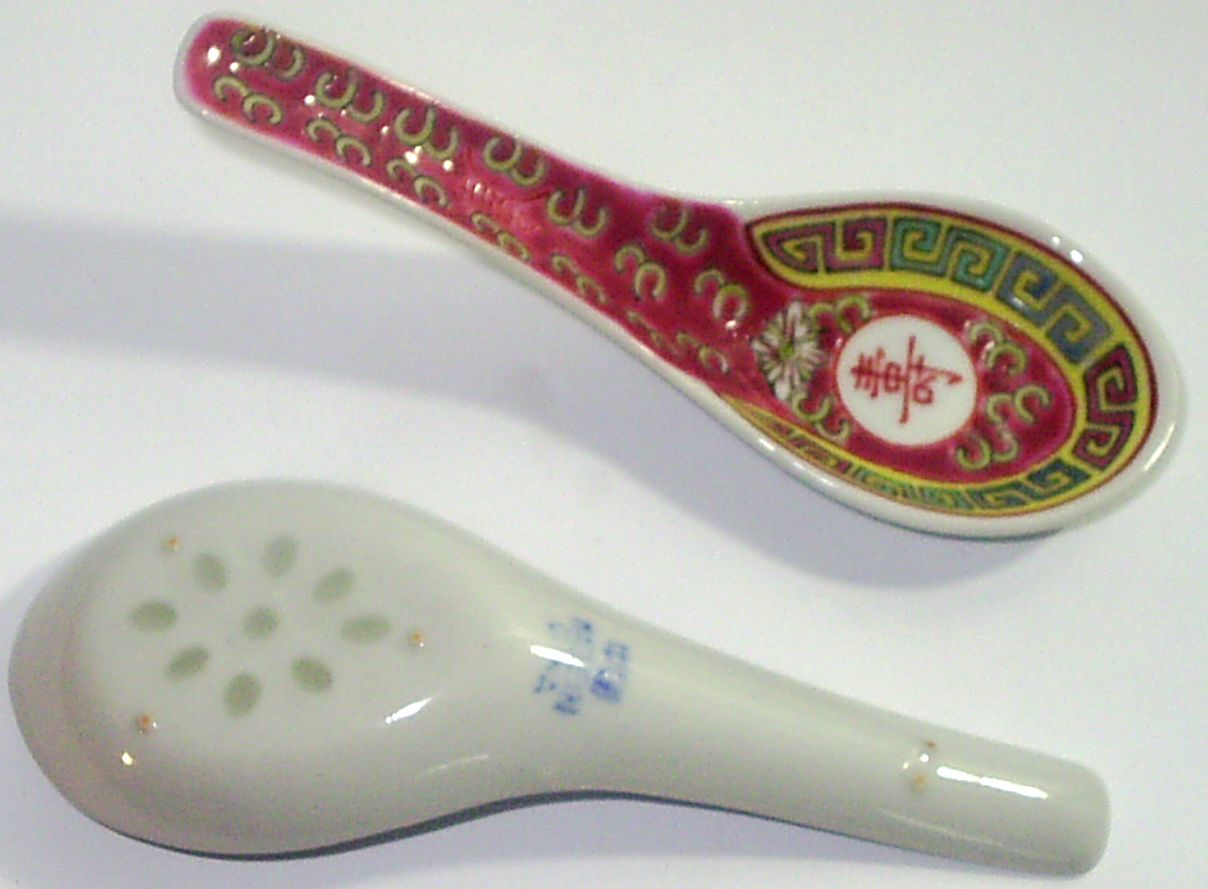
ملعقة صينية

الملعقة هي أداة تُستخدم في تناول الطعام، وكان العرف قديماً على أنها تستخدم من قِبل الطبقات الغنية والوسطى في المجتمعات الغربية.
تُصنع الملاعق من مواد مختلفة منها المعدني أو من البلاستيك أو من الخشب أو الفخار وربما أثمنها ما هو مصنوع من الفضة أو مطلي بالذهب.

## تاريخ الملعقة
كانت بداية رواج الملاعق بشكلها الحالي في أوروبا الشمالية حيث كانت عبارة عن شظية من الخشب، وتوجد بعض المصادر اليونانية التي تشير إلى استعمال الأصداف البحرية كأداة غرف وتناول، كما يوجد نصوص هندية قديمة تشير إلى استعمال الملاعق، بالإضافة إلى أن المصريين القدامى استخدموا ملاعق من العاج والصخر والصوان، في حين أن الملاعق اليونانية والرومانية كانت تصنع عادةً من البرونز والفضة.
استخدم الإنسان هذا النوع من أدوات المطبخ منذ زمن بعيد، وتساعد الملاعق في كثير من أعمال المطبخ اليومية، فالحضارات القديمة كانت تقوم باستخدام هذا النوع من الأدوات من الأصداف وقطع الخشب لتستغلها في أعمالها اليومية في المطبخ. في عام 1970ميلادي تطورت صناعة هذا النوع من الملاعق وخاصة عندما تطورت الثورة الصناعية حيث قاموا بصناعتها من الفولاذ وذلك؛ لمقاومة هذه المادة للصدأ، وكذلك للظروف الجوية التي تؤدي إلى تلفها بسرعة، ويقال بأن الصين والهند هم أول من استخدموا هذه الملاعق. لقد تم صناعة هذه الملاعق من العاج، الذهب، الفضة وكذلك من الأخشاب والمعادن. اختلفت الحضارات في مادة الصنع لهذه الأدوات أي الملاعق، لكنهم جميعاً اتفقوا على الهدف من صناعة هذه الأدوات واستخداماتها في المطبخ.
وفي روسيا استخدمت الملاعق قبل عدة قرون من الملاعق في البلدان الأوروبية الأخرى. أذكر في السجلات السابقة ترتيب أسياد الأمير فلاديمير (القرن العاشر) لتصنيع ملاعق من الفضة لكامل فريقه. بحلول هذا الوقت في روسيا استخدمت الملاعق الخشبية بالفعل في كل مكان.

## أنواع الملاعق
ملعقة التقديم:
وهذا النوع من الملاعق يتم استخدامه مع الشوكة، وملعقة التقديم تعد أكبر حجماً بالمقارنة مع ملعقة المائدة وتستخدم فقط للتقديم.
ملاعق الفواكه:
وتعتبر أصغر حجماً من ملاعق المائدة، ومن اسم هذه الملاعق فهي تستخدم في فاكهة العنب، البرتقال والبطيخ وغيرها، ويتميز هذا النوع من الملاعق بأنها ذات رأس مدبب ولها وعاء مستطيل يساعد في تقطيع الثمار بسهولة.
ملعقة الشاي أو القهوة:
ومن المميزات الرئيسة لهذا النوع من الملاعق بأنها أصغر حجماً من بين جميع الملاعق وذلك؛ لأنها تستخدم في تحريك الشاي أو القهوة وغيرها من المشروبات التي توضع في فناجين القهوة والشاي.
ملاعق التحلية:
ومن مميزات هذه الملاعق أنها عريضة الشكل والوعاء الذي يساعدها على نحت الحلويات مثل كعك الحلوى والبودينج والمعجنات وما إلى ذلك.
ملاعق الشرب الطويلة:
وتتميز بمقبض طويل جداً ويستخدم هذا المقبض في تحريك المشروب الساخن وكذلك المشروب البارد في الأكواب الطويلة.
ملعقة السلطة:
وهذا النوع من الملاعق يستخدم مع شوكة السلطة، وعندما يتم استخدامها معاً تتم خلالها خلط الخضار مع بعضها وهذه الطريقة تجعل التقديم أسهل.
ملعقة أطفال:
ويستخدم هذا النوع من الملاعق للأطفال، وذلك لتناول بعض الأطعمة، حيثُ تكون هذه الملاعق مصنوعة بألوان وزخارف مختلفة لتجعل الطفل يتناول طعامه دون تردد.
ملعقة الكوكتيل:
وهي ذات مقبض طويل وتستخدم لتقليب المشروبات وخلطها في أكواب الشرب الطويلة.
ملعقة البيض:
والهدف منها خلط البيض وخفقه بسهولة.
ملعقة الملح:
وهي صغيرة وتستخدم في رش الملح على الأطعمة دون زيادة أو نقصان.
ملعقة المشروبات الساخنة:
ومن أمثلتها ملعقة الشوربة وكذلك البامية، ومن مميزاتها أن تكون واسعة وعميقة لكي تحتفظ بالمشروبات داخلها.
ملعقة الفرن:
وهذا النوع من الملاعق كان يصنع عادةً من قرون الحيوانات وهي مثالية لأكل البيض المسلوق، والكافيار، كما أن هناك الكثير من الملاعق الأساسية للمطبخ ومنها: ملاعق النخاع، ملاعق الصحون، وملاعق مانعة للتسرب، وهناك أيضاً ملاعق (M1926) وتعتبر الأكثر شهرة من بين الملاعق.

## معرض صور

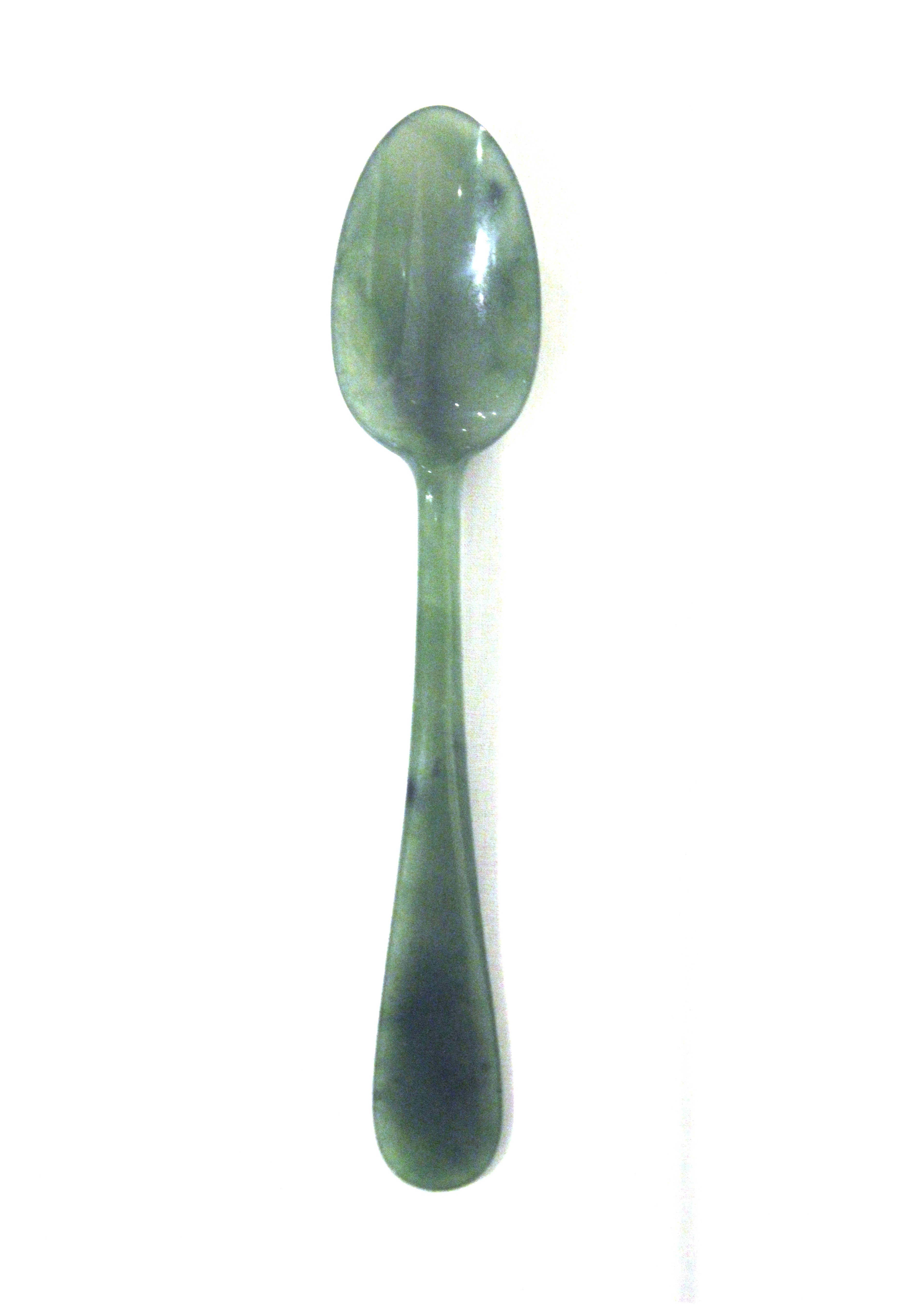
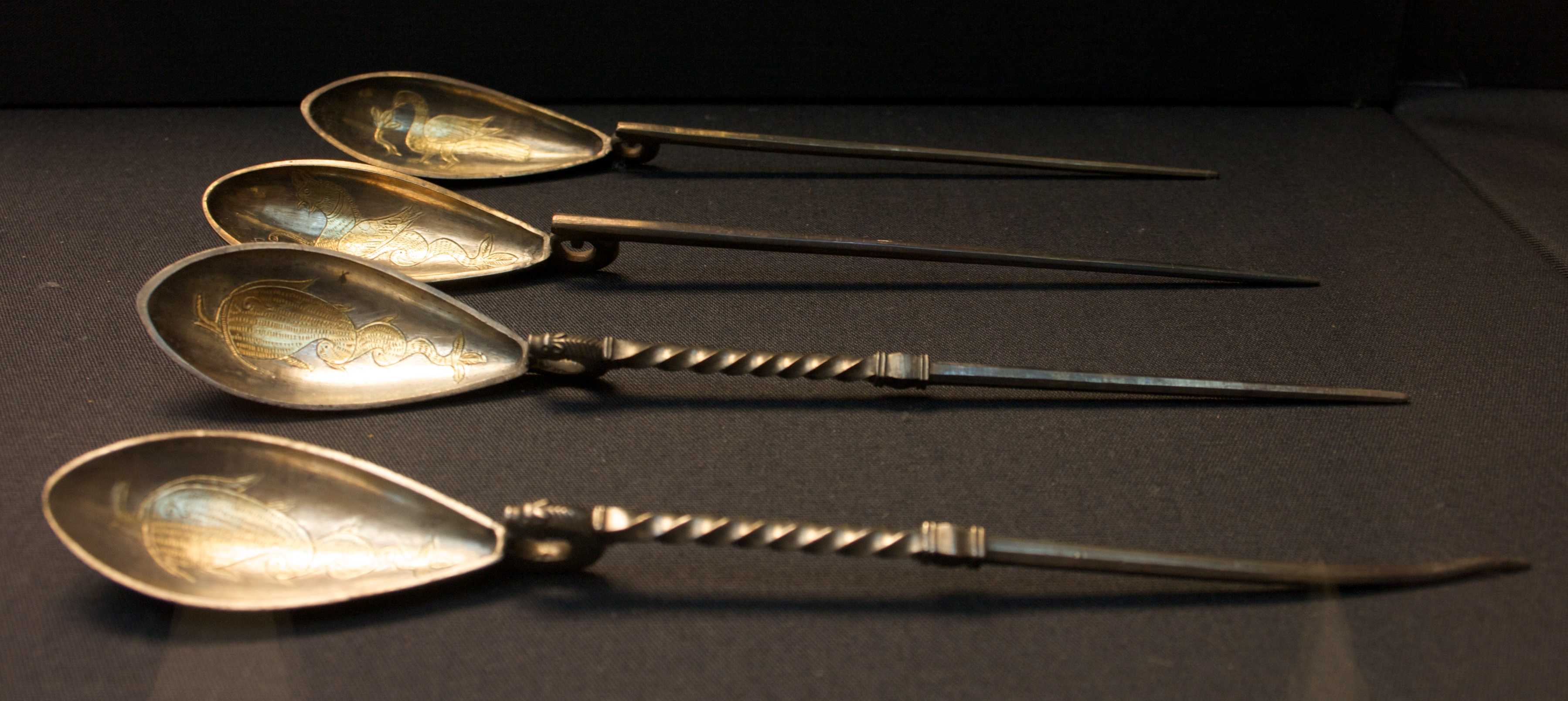
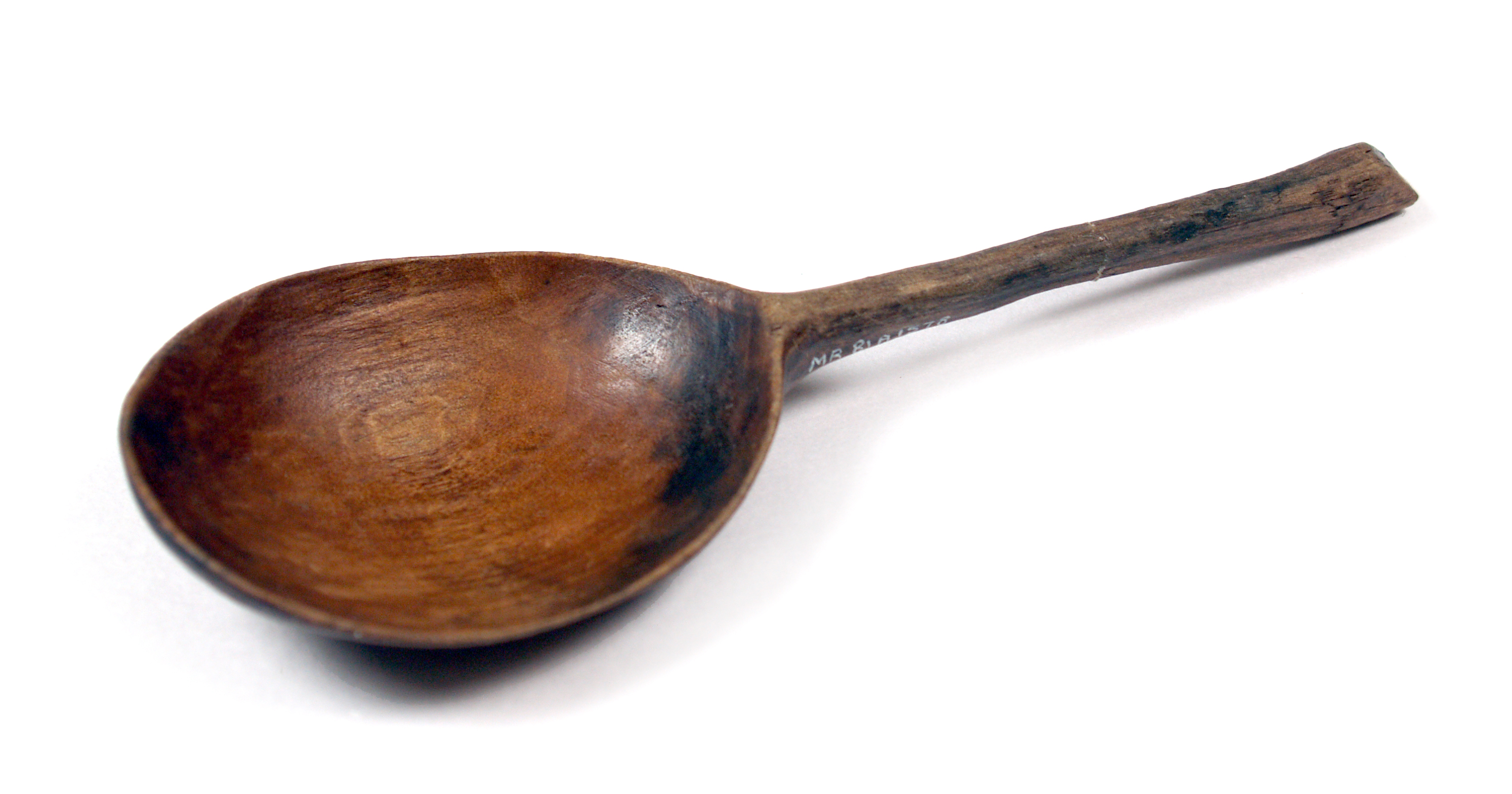
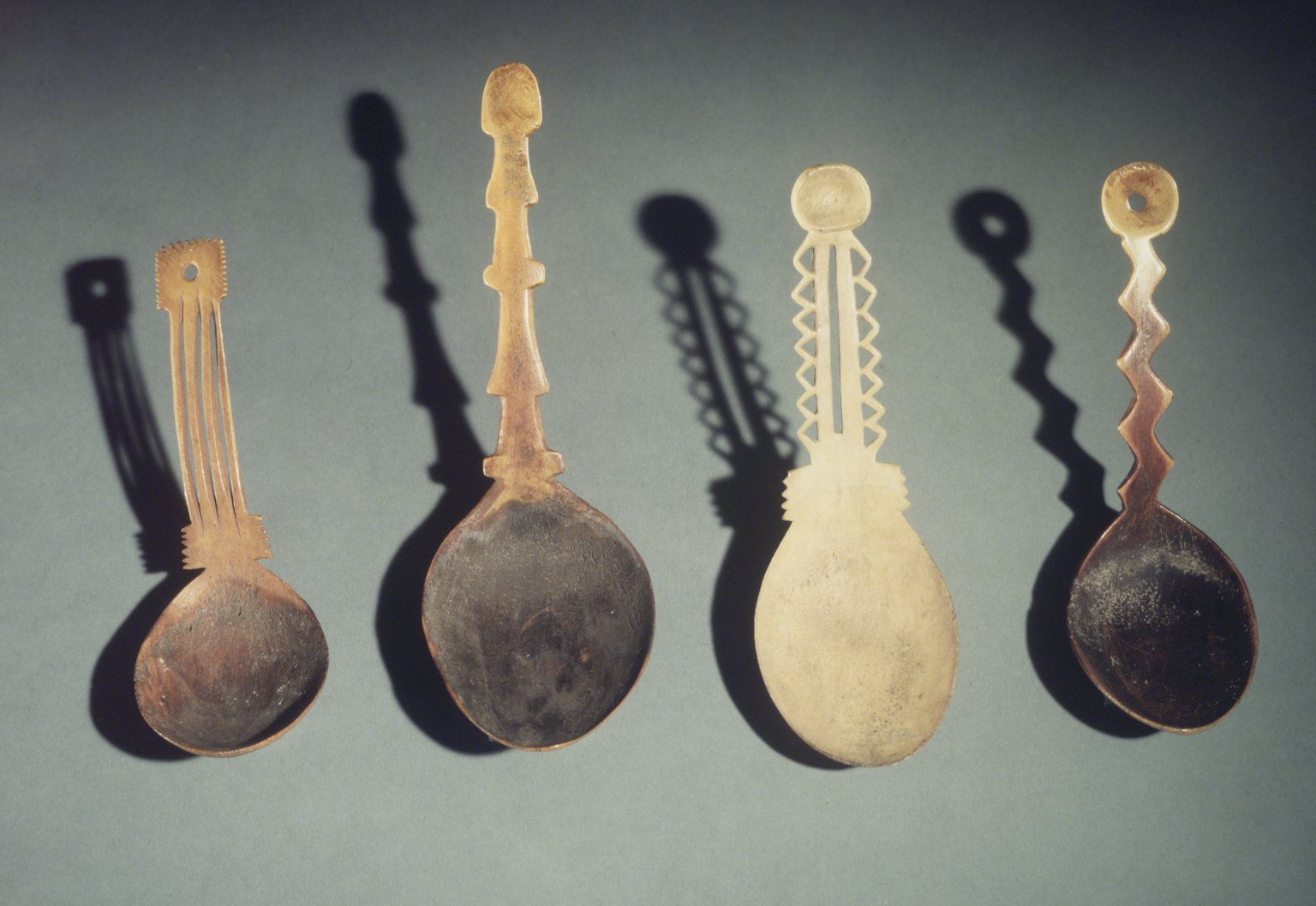
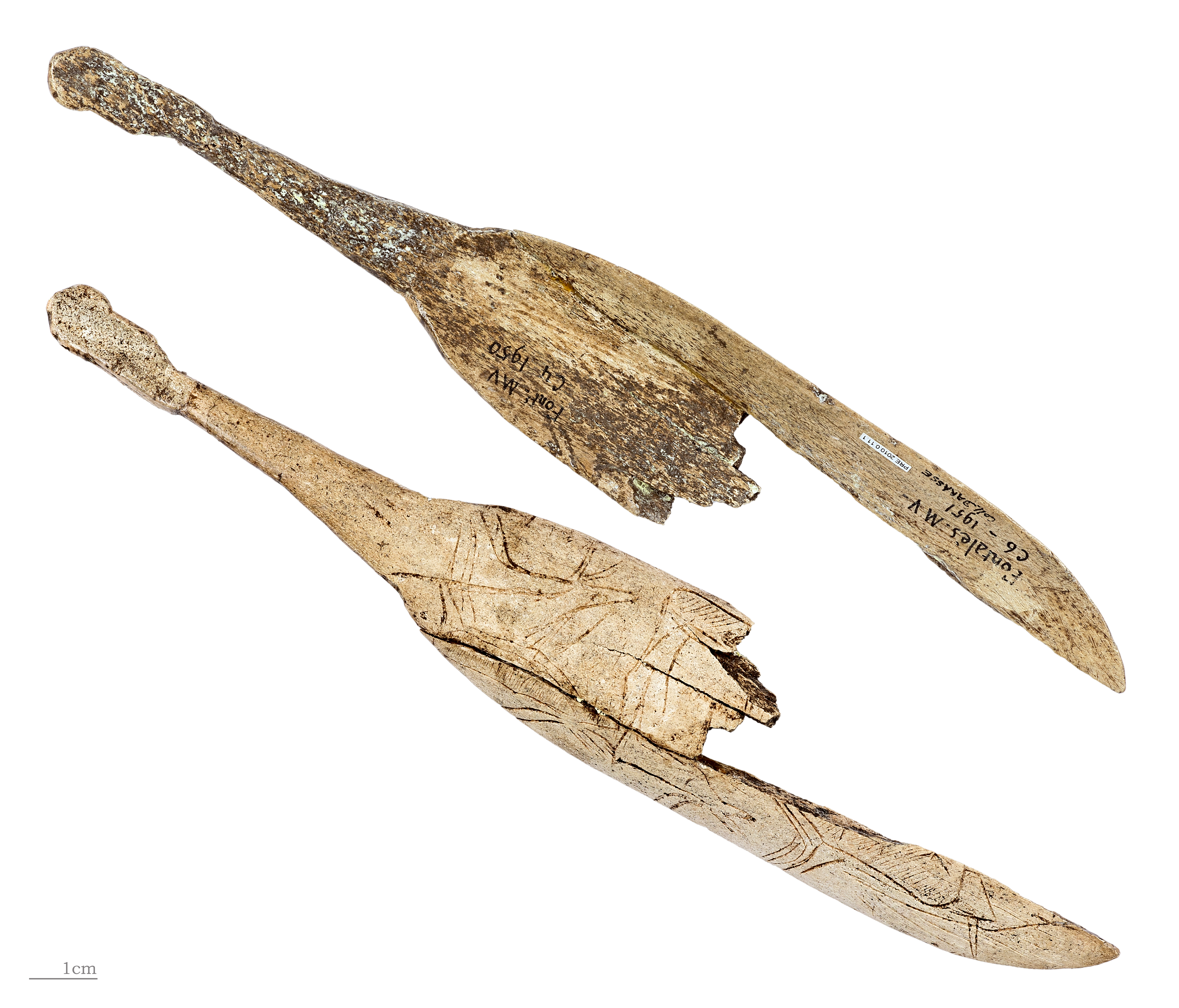